# スーパーヤオスズ
スーパーヤオスズ株式会社は、愛知県を営業基盤とするスーパーマーケットを運営する企業である。本社は愛知県刈谷市高津波町4丁目504番地。CGCグループに加盟している。

## 沿革
- 1947年（昭和22年） 丹羽鈴市が刈谷市桜町にて八百屋として創業
- 1953年（昭和28年） 合資会社「鈴市商店」に改名
- 1959年（昭和34年） レジスターを使用したセルフサービス販売の導入
- 1968年（昭和43年） 丸田店を開店。本格的な食品スーパーとして営業開始
- 1974年（昭和49年） 高津波店（現在のポケット店）を開店
- 1977年（昭和52年） 小垣江店（現在のアップティー店）を開店
- 1978年（昭和53年） スーパーヤオスズ（株）を設立。丹羽盛久が代表取締役に就任。
- 1986年（昭和61年） 知立店（現在のキララ店）を開店
- 1990年（平成2年） 半城土店（現在のライブ店）を開店
- 2003年（平成15年） 高浜工場を設立。総菜事業部始動